# Кипиново
Кипиново (болг. Къпиново, крим. Aydınbey) — село в Болгарії в общині Генерал-Тошево Добрицької області. Населення села - переважно кримські татари. Раніше село називалося Айдин бей (назва використовується кримськотатарською мовою).
| Болгарія | Це незавершена стаття з географії Болгарії. Ви можете допомогти проєкту, виправивши або дописавши її. |